# 8709 Kadlu
8709 Kadlu eller 1984 JF1 är en asteroid i huvudbältet som upptäcktes den 14 maj 1984 av det amerikanska astronom paret Eugene M. och Carolyn S. Shoemaker vid Palomar-observatoriet. Den är uppkallad efter Kadlu i Inuitisk mytologin.
Den tillhör asteroidgruppen Amor.